# Observatorio Hopkins
El Observatorio Hopkins es un observatorio astronómico propiedad del Williams College en Williamstown, Massachusetts (EE. UU.). Construido en 1838 por Albert Hopkins, la universidad afirma que es el observatorio más antiguo de los Estados Unidos.
El observatorio data de 1834 cuando el profesor Albert Hopkins viajó a Inglaterra para obtener equipo astronómico. Sus alumnos construyeron el observatorio 1836-1838 en el centro del patio. Fue trasladado una vez en 1908 y nuevamente a su ubicación actual en 1961, donde ahora sirve como planetario. El edificio de hoy todavía contiene el tránsito original, el regulador con péndulo compensado con mercurio y la regla.
El segundo director del museo, Truman Henry Safford, era un prodigio calculador. En 1852, la firma de Alvan Clark (Cambridge, Massachusetts) construyó un telescopio refractor de 7", que fue restaurado para el sesquicentenario del observatorio. En 1963, el proyector de planetario fue instalado y nombrado en memoria de Willis Milham, profesor de astronomía 1901-1942. Las habitaciones laterales del observatorio se han convertido en el Museo de Astronomía de Mehlin en memoria de Theodore Mehlin, profesor de astronomía 1942-1971.